# UEFA Euro 2008 (jogo eletrônico)
UEFA Euro 2008 é um jogo eletrônico de futebol lançado em abril de 2008, baseado na edição de 2008 do Campeonato Europeu de Futebol, produzido pela EA Canada e publicado pela EA Sports.

## Características
- Ganhar o UEFA Euro 2008: Consiste em competir com uma das 53 selecções nacionais desde a qualificação até à reprodução virtual do Euro 2008, na Áustria e Suíça;

- Comanda o teu país: Consiste em jogar com a tua própria equipa com mais 3 amigos, jogando em posições individuais no revelado. Compita com colaboração para ganhar jogos mas compita contra cada um pela chefia. Desenvolva o seu jogador através dos 8 níveis, para obter a chefia do seu país e liderar a sua equipa;

- Batalha das Nações: Represente o seu país online contra os seus rivais de todo o mundo, e ganhe com supremacia a nível mundial!;

- Modo online: Jogue com os jogadores de outras nações online, em 16 torneios de eliminação;

- Jogo em Casa e Jogo fora: O seu computador imita as estratégias de futebol internacional, através da criação estratégica de formações defensivas para as equipas a jogar fora para um empate;

- Estádios autênticos: Compita nos 8 estádios oficiais do Euro 08;

- Estatística dinâmica dos jogadores: Mudanças das estatísticas dos jogadores em tempo r, baseadas nas performances actuais dos jogadores, simulando o momento de uma temporada real;

- Tentar a qualificação: Jogue a qualificação definindo os momentos-chave para liderar o seu país rumo o Euro 2008. Complete as tarefas individuais e de equipa;

- Tempo: O tempo de Inverno à volta da Europa é autenticamente recreado para simular o mundo real. Viva a experiência de jogar na chuva, o que cria relvados molhados, mudando dramaticamente a performance dos jogadores;

- Decisão por grandes penalidades: Viva a experiência  do desafio de eliminação por grandes penalidades. Controle as suas emoções para marcar o golo que colocará a sua equipa na final;

- Seleccionador Nacional: Sinta as reacções dos treinadores na linha lateral, estando encorajado ou desapontado da performance da sua equipa;

## Banda Sonora
As seguintes canções estão disponíveis na demo.
- Boys Noize-Don't Believe The Hype
- Carolina Liar-I'm Not Over
- Crystal Castles-Air War
- Datarock-I Used To Dance With My Daddy
- Ejectorseat-Attack Attack Attack
- Infected Mushroom-Becoming Insane
- Junkie XL Featuring Eletrocute-Mad Pursuit
- Karoshi Bros.-Love The World
- Look See Proof-Casualty
- The Magic Numbers-Take A Chance
- Mendetz-The Boola Shines On A Pink Neon Room
- Mexicolas-Come Clean
- Operator Please-Get What You Want
- Pete and The Pirates-Come On Feet
- The Features-I Will Wander
- The Magnificents-Get It Boy
- The Pigeon Detectives-I'm Not Sorry
- The Young Punx-Your Music Is Killing Me
- Yelle-À Cause des Garçons(Riot in Belgium Remix)